# Uruguay i olympiska sommarspelen 1988
Uruguay deltog i de olympiska sommarspelen 1988 med en trupp bestående av 15 deltagare, men ingen av landets deltagare erövrade någon medalj.

## Boxning
- Daniel Freitas
- Juan Montiel

## Cykling
- José Asconegui
- Alcides Echeverri
- Federico Moreira

## Friidrott
- Claudia Acerenza

## Gymnastik
- Germán Tozdjian

## Modern femkamp
Individuella tävlingen
- Alejandro Michelena — 3790 poäng (→ 62:a plats)

Lagtävlingen
- Alejandro Michelena — 3790 poäng (→ 25:e plats)

## Rodd
Herrarnas singelsculler
- Jesús Posse

## Segling
- Heber Ansorena
- Horacio Carabelli
- Luis Chiapparro
- Alejandro Ferreiro
- Bernd Knuppel